# Jenynsia sanctaecatarinae
Jenynsia sanctaecatarinae és una espècie de peix pertanyent a la família dels anablèpids.

## Descripció
- El mascle pot arribar a fer 3,7 cm de llargària màxima i la femella 4,18.
- 8-10 radis tous a l'aleta dorsal.
- 10 radis tous a l'aleta anal.[5]

## Hàbitat
És un peix d'aigua dolça, bentopelàgic i de clima subtropical.

## Distribució geogràfica
Es troba a Sud-amèrica: el sud del Brasil.

## Observacions
És inofensiu per als humans.